# AGCO Corporation
AGCO Corporation (NYSE: AGCO) är en amerikansk multinationell tillverkare av jordbruksmaskiner. AGCO Corporation skapades 1990 då den tyska nyttofordonstillverkaren Klöckner–Humboldt–Deutz lämnade den amerikanska marknaden.
Företaget tillverkar lantbruksmaskiner under bland annat varumärkena Massey-Ferguson, Valtra, Fendt och Challenger.